# Lista de campeãs do carnaval de Diadema
Esta é a lista de escolas de samba que venceram o Carnaval de Diadema.

## Grupo 1
| Ano                                     | Campeã                    | Enredo                                                                                | Ref.          |
| --------------------------------------- | ------------------------- | ------------------------------------------------------------------------------------- | ------------- |
| 1993                                    | Unidos da Serraria        |                                                                                       | [ 1 ]         |
| 1995                                    | Império do Eldorado       |                                                                                       | [ 2 ]         |
| 1996                                    | Unidos da Serraria        |                                                                                       | [ 1 ]         |
| 1997                                    | Unidos da Serraria        |                                                                                       | [ 3 ]         |
| 1998                                    | Unidos da Vila            |                                                                                       | [ 4 ]         |
| 1999                                    | Unidos da Vila Nogueira   |                                                                                       | [ 5 ]         |
| 2000                                    | Unidos da Vila Nogueira   |                                                                                       | [ 6 ]         |
| 2001                                    | Acadêmicos Central        | Nas Asas das Loucuras do Dia-a-Dia                                                    | [ 7 ]         |
| 2002                                    | Estopim da Fiel           | Oju Orum Princesa Bantu de Angola - Escrava Anastácia                                 | [ 8 ]         |
| 2003                                    | Acadêmicos Central        |                                                                                       | [ 9 ]         |
| 2004                                    | Unidos da Serraria        | África, berço de tradição e história                                                  | [ 10 ]        |
| 2005                                    | Raposa do Campanário      | Deuses gregos no dia-a-dia da minha comunidade                                        | [ 11 ]        |
| 2006                                    | Estopim da Fiel           | O canto das raças                                                                     | [ 12 ]        |
| 2007                                    | Raposa do Campanário      | Me leva Brasil: Uma viagem pela diversidade cultural entre: danças, raças e tradições | [ 13 ] [ 14 ] |
| 2008                                    | Unidos da Serraria        | Eu sou o chão, sou pó, sou poeira, sou samba, a raça brasileira                       | [ 15 ]        |
| 2009                                    | Unidos da Serraria        |                                                                                       | [ 16 ]        |
| Em 2010 ocorreu desfile sem avaliação.  |                           |                                                                                       |               |
| 2011                                    | Eldorado Estação do Samba | Quem não dança segura a criança                                                       | [ 18 ]        |
| 2012                                    | Estopim da Fiel           | O Grande artista... Ronaldo Fenômeno Artista da bola!                                 | [ 19 ]        |
| Em 2013 ocorreu desfile sem competição. |                           |                                                                                       |               |

## Grupo 2
| Ano                                     | Campeã                    | Ref.   |
| --------------------------------------- | ------------------------- | ------ |
| 1998                                    | Unidos da Vila Nogueira   | [ 21 ] |
| 1999                                    | Fantasia e Realidade      | [ 22 ] |
| 2000                                    | Tradição Centro Sul       | [ 6 ]  |
| 2001                                    | Estopim da Fiel           | [ 7 ]  |
| 2002                                    | Unidos da Santa Cruz      | [ 8 ]  |
| 2003                                    | Raposa do Campanário      | [ 9 ]  |
| Em 2004 e 2005 grupo único.             |                           |        |
| 2006                                    | Unidos da Vila            | [ 12 ] |
| 2007                                    | Unidos da Vila Alice      | [ 13 ] |
| 2008                                    | Unidos da Santa Cruz      | [ 15 ] |
| 2009                                    | Eldorado Estação do Samba | [ 16 ] |
| Em 2010 ocorreu desfile sem avaliação.  |                           |        |
| 2011                                    | Estopim da Fiel           | [ 18 ] |
| 2012                                    | Unidos da Serraria        | [ 19 ] |
| Em 2013 ocorreu desfile sem competição. |                           |        |